# Hongrie aux Jeux européens de 2015
La Hongrie participe aux Jeux européens de 2015. Elle fait partie des 50 nations prenant part à la première édition de cette compétition.
Sa délégation comporte 200 athlètes.

## Médaillés
| Médaille           | Nom                                                    | Sport       | Épreuve                         | Date    |
| ------------------ | ------------------------------------------------------ | ----------- | ------------------------------- | ------- |
| Médaille d'or      | Marianna Sastin                                        | Lutte       | Femme lutte libre 60 kg         | 15 juin |
| Médaille d'or      | Zoltán Kammerer Tamas Szalai                           | Canoë-kayak | Homme K2-1000m                  | 15 juin |
| Médaille d'or      | Anna Kárász Danuta Kozák Gabriella Szabó Ninetta Vad   | Canoë-kayak | Femme K4-500m                   | 15 juin |
| Médaille d'or      | Emese Barka                                            | Lutte       | Femme lutte libre 58 kg         | 16 juin |
| Médaille d'or      | Miklós Dudás                                           | Canoë-kayak | Homme K1-200m                   | 16 juin |
| Médaille d'or      | Zoltán Kammerer Tamás Kulifai Dávid Tóth Dániel Pauman | Canoë-kayak | Homme K4-1000m                  | 16 juin |
| Médaille d'or      | Danuta Kozák                                           | Canoë-kayak | Femme K1-500m                   | 16 juin |
| Médaille d'argent  | Bálint Korpási                                         | Lutte       | Homme lutte Gréco-romaine 71 kg | 13 juin |
| Médaille de bronze | Attila Vajda                                           | Canoë-kayak | Homme C1-1000m                  | 15 juin |
| Médaille de bronze | Sándor Tótka Peter Molnar                              | Canoë-kayak | Homme K2-200m                   | 16 juin |
| Médaille de bronze | Danuta Kozák                                           | Canoë-kayak | Femme K1-200m                   | 16 juin |
| Médaille de bronze | Renáta Csay                                            | Canoë-kayak | Femme K1-5000m                  | 16 juin |
| Médaille de bronze | Anna Kárász Ninetta Vad                                | Canoë-kayak | Femme K2-500m                   | 16 juin |